# بورتون بار
بورتون بار هو شخصية أعمال وسياسي أمريكي، ولد في 1917، وتوفي في 13 يناير 1997. نشط حزبياً في الحزب الجمهوري. وقد انتخب عضو مجلس نواب أريزونا ‏.